# Santiago Tenango (Puebla)
Santiago Tenango es una junta Auxiliar distrito municipal que forma parte del municipio de General Felipe Ángeles,Puebla,México. Ubicada en la zona centro de la entidad en el Distrito de Ciudad Serdán a 2280 m s. n. m.
La junta auxiliar ha mantenido un sistema de Barriadas también conocido como distrito municipal donde de los doce barrios que lo conforman,  cinco han adquirido bastante autonomía en su gestión interna al grado de considerarse a sí mismos "autónomos".
La junta auxiliar está circuncidada por una zona montañosa teniendo como localidades vecinas:
- al norte, el barrio San Isidro el llano colinda con la junta auxiliar de Paso Puente Santa Ana
- al este colinda con la junta auxiliar de Santa Catarina Villanueva
- al oeste colinda con la junta auxiliar de santa Úrsula Chiconquiac
- en la parte sur colinda con la cabecera municipal de Quecholac

```
 Tiene una superficie aproximada de 20 km².
[
4
]
[
5
]
```

## Demografía
Cuenta con una población aproximada de 4878 habitantes según el censo del Inegi de 2010. Según fuentes locales, la población es de aproximadamente 5000 habitantes. Existen alrededor de 830 viviendas y 950 familias en el pueblo. 

## Toponimia
Tenango es formada por dos voces nahuas: Tenamitl que significa muralla o fortificación y Co que significa lugar o ubicación por lo cual Tenango significa “lugar amurallado o fortificado”.

## Historia
La población fue fundada alrededor del año 1000 d. C. En el lugar hasta la fecha se encuentran pequeños restos de una civilización más antigua consistentes en unos pequeños bordos de tierra llamados tetéles (que significa montón de tierra) que se cree fueron pirámides. Años después hubo un movimientos de tribus popolocas en la región y fue atacada por otra tribu la cual paso por esta región, dejando solo a una familia de tres personas vivas, la cual partió al cerro en busca de refugio. Años después, durante la conquista de México, los españoles esclavizaron a las familias del pueblo. Durante la Revolución Mexicana, la iglesia principal del pueblo fue saqueada. Esta misma iglesia sufrió graves daños en el Terremoto del 28 de agosto de 1973. La iglesia sería reconstruida en 1977.

## Economía
Las principales actividades económicas en el pueblo son la agricultura y el comercio. La ganadería se practica en menor medida debido a las condiciones climáticas. Los principales productos agrícolas que se cultivan en invernaderos son maíz, haba, frijol, cebada y trigo, también hortalizas como zanahoria, lechuga, betabel, calabaza, rábanos, tomate y jitomate.

## Barrios
La comunidad de Santiago Tenango se encuentra conformada por doce barrios, de los cuales, siete cuentan con inspectoría auxiliar municipal; así como cinco con comités civiles religiosos, denominados  "fiscalias" (siendo Guadalupe Analco el único Barrio con Dos Fiscalías). estos Barrios son:
```
* San Isidro el Llano
* Barrio La Comunidad
* San Pedro Candelaria
* San José Buenavista
* Santa Bendita
* Los Álamos
* el Ocotal 
* Guadalupe Analco
* Rincón La Pila (el Chichimeco; Rincón Machorro; la Cantera)
* San Felipe
* Santa Cruz
* San Juan
```

## Festividades
La fiesta patronal se celebra el 25 de julio de cada año en honor a Santiago Apóstol con una feria y otros eventos populares. El lugar es famoso por su derroche en pirotecnia. A lo largo del resto del año se celebran algunas otras fiestas del calendario litúrgico, la mayoría de estas celebraciones reciben el título de "fiestas de guardar"
- 24 de junio en el barrio de San Juan
- 1 de enero y 12 de diciembre en el barrio de Guadalupe Analco
- 19 de marzo en el barrio de San Josè Buenavista
- 15 de mayo en el barrio San Isidro El Llano y el paraje "El Jagüey Del Pueblo" en el barrio de Guadalupe Analco
- 2 de febrero en el barrio de San Pedro Candelaria así como en los parajes que colindan con el municipio de Quecholac: "tlantepos", "candelaria" y "los teteles" pertenecientes a los barrios de Guadalupe Analco, San Pedro Candelaria y San Juan Candelaria
- 29 de junio, fiesta a San Pedro y San Pablo, en el barrio de San Pedro Candelaria
- 3 de octubre festividad a Teresa de Lisieux
- fin del calendario litúrgico con la celebración en el cerro de Cristo Rey

## Flora
La zona montañosa que cruza a la comunidad esta cubierta de asociaciones poco boscosos, no existe una gran variedad de plantas solo algunas como  pino-encino, con vegetación secundaria arbustiva en ella se encuentra especies tales como madroño, escobilla, jarilla, zacatón y liendrilla. 
Esto a consecuencia de que hace tiempo la gente se dedicó hacer carbón, cal, y acostumbraban talar los árboles para su beneficio personal, lo utilizaban para moler, calentar agua, para hacer la comida, y para hacer algunas otras actividades.

## Fauna
En esta región encontramos una gran variedad de animales silvestres que viven a los alrededores del pueblo y algunos de ellos son: conejos, liebres, ardillas, zorrillos, tlacuaches, serpientes, lechuzas, colibrí, coyotes, entre otros.

## Monumentos locales

### Iglesia de Santiago
Data del año 1723, siendo una construcción que mezcla los estilos arquitectónicos gótico y barroco. 
La construcción finalizó el 8 de mayo de 1899 y fue bendecida el 27 de julio de 1912 por el arzobispo Emilio Abascal y su párroco. Se cuenta que se llevaron 100 años aproximadamente en edificarlo.  
La torre fue dañada por el sismo de 1973, ya que esta fue caída y se reconstruyó en 1975. En el interior del templo frente al Altar descansan los restos de Fraile Vicente Machorro Espinosa ( 1925-1996) miembro de la orden de la merced

### Aljibe
En Tenango existe un sitio arqueológico llamado "el aljibe", esta construcción fue creada con la finalidad de almacenar agua en tiempos de lluvia y poder proveer el líquido a la comunidad en tiempos de sequía, se aprovechó que la zona en un principio era una zona de barranquillas por las cuales corría agua de las lluvias, no se sabe exactamente quien o quienes lo construyeron, pero se dice que fueron aproximadamente 10 familias de origen popoloca aproximadamente en el siglo XII d. C. fue encontrado este sitio, ya tapado por la tierra cerca del año de 1860 posteriormente se encontraron lo que sería el canal de limpieza de agua que se encuentra al sur de la clínica.
Está construido por piedra negra y roja, piedra de cantera cal y lodo, dicha construcción mide 27 metros de largo por 10 metros de ancho y 20 metros de hondo.

### Teteles
En los alrededores de Tenango, en los barrios de Guadalupe Analco, San Pedro Candelaria, San Juan Candelaria, San José Buena Vista, principalmente el los parajes: "el jagüey del Pueblo","tlantepos", "candelaria" y "los teteles" hay un total de 24 cúpulas de tierra llamadas "teteles" que significa "montón de tierra". 
No se ha especificado que cultura estaba antiguamente ahí, ya que la misma gente impide su exploración.
Se piensa que los pobladores de la región de Tecamachalco llamados popolocas invadieron esta zona aproximadamente en el siglo XI ya que esta fue zona de paso para ellos y por lo mismo de gran comercio, como en la actualidad.
Otra propuesta dada por historiadores que han sido invitados a la comunidad es que esos teteles marcaban la frontera entre nahuas y popolocas con toltecas y tlaxcaltecas
Estos son montículos de piedra y barro de diferente altitud , donde se han encontrado vestigios antiguos como vasijas y figurillas de barro , en ocasiones son de piedra, en el interior de los mismos . La resistencia al tiempo se debe a la capa gruesa de la mezcla con barro y piedra de cal, que hay en abundancia en la región.

### Puentes
Existe al este de la comunidad fue construido durante la conquista, comunicando a un lado del cerro con el convento de Quecholac, y tuvo como finalidad el poder escapar en caso de invasión y saqueo a del templo y convento.

## Leyenda
Se cuenta que antes, se encontraba otro santo como patrono San Felipe, era el que reinaba en el pueblo

## Presidentes auxiliares de Tenango (1984-2015)
| Fecha             | Nombre                           |
| ----------------- | -------------------------------- |
| Mayo de 1984      | Gabriel Pérez Nepomuceno.        |
| Mayo de 1987      | Ángel Bello Trinidad.            |
| Noviembre de 1988 | Bernardo Julián Rojas.           |
| Mayo de 1990      | Rodolfo Machorro Aniceto.        |
| Enero de 1992     | Ernestino Zeferino Larios.       |
| Mayo de 1993      | Mónico Zeferino Vázquez.         |
| Noviembre de 1994 | Andrés Marcelino Vázquez.        |
| Julio de 1995     | Andrés Pérez Dimas.              |
| Mayo de 1996      | Francisco Aniceto Machorro.      |
| Julio de 1997     | Amado Martínez Flores.           |
| Mayo de 1999      | Ricardo Marcelino Aniceto.       |
| Mayo de 2002      | Antonio Miguel Pérez García.     |
| Mayo de 2005      | Aristeo Hernández Flores.        |
| Mayo de 2008      | Isaías Dimas Flores.             |
| Mayo de 2011      | Nazaria Reyna Julián Vázquez.    |
| Abril de 2013     | Santiago Donado Pérez.           |
| Mayo de 2014      | Anselmo Alejandro Huerta Donado. |